# Chi Táo
Chi Táo (danh pháp khoa học: Ziziphus) là một chi của khoảng 40 loài cây bụi và cân thân gỗ nhỏ có gai trong họ Táo (Rhamnaceae), phân bổ trong các khu vực ôn đới nóng và cận nhiệt đới của Cựu thế giới. Lá của chúng mọc so le, với ba gân lá cơ bản dễ thấy và dài 2–7 cm; một số loài là cây sớm rụng, các loài khác là cây thường xanh. Hoa nhỏ, có màu vàng-lục không dễ thấy. Quả thuộc loại quả hạch ăn được, có màu nâu-vàng, đỏ, đen, hình cầu hay thuôn dài, dài từ 1–5 cm, thông thường có vị đường và ngọt, tương tự như quả chà là về cấu trúc và hương vị.
Các loài trong chi Ziziphus bị ấu trùng của một số loài côn trùng trong bộ Cánh vẩy (Lepidoptera) phá hoại, bao gồm Bucculatrix zizyphella (loài này chỉ phá hoại chi Táo) và Endoclita malabaricus.
Táo tàu Z. zizyphus có lẽ là loài được biết đến nhiều nhất. Các loài khác như Z. spina-christi ở tây nam châu Á, Z. lotus ở khu vực Địa Trung Hải và táo ta Z. mauritiana ở miền tây châu Phi kéo dài về phía đông tới Ấn Độ, Vân Nam, miền bắc Việt Nam.

## Từ nguyên
Danh pháp khoa học Ziziphus có nguuồn gốc từ tiếng Latinh cổ điển vay mượn từ tiếng Hy Lạp cổ ζίζυφονn (zízuphon), bản thân tiếng Hy Lạp có thể cũng là vay mượn từ ngôn ngữ khác, rất có thể là từ zizfum hoặc zizafun trong tiếng Ba Tư để chỉ Z. lotus.
Táo là một từ Hán-Việt, và trong cả Hán-Việt lẫn Hán-Nôm đều được viết là 棗 (U+68D7). Các từ điển như Nam Việt–Dương Hiệp Tự vị (南越洋合字彙, Dictionarium Anamitico-Latinum) của Jean-Louis Taberd (1838) hay Đại Nam quấc âm tự vị của Huình Tịnh Paulus Của (1895-1896) đều sử dụng Hán tự này; với giải thích của Taberd như sau: "彙 Táo, rhamnus jujuba".
Từ táo trong tiếng Việt viết bằng ký tự Latinh có lẽ xuất hiện lần đầu tiên trong Từ điển Việt–Bồ–La của Alexandre de Rhodes xuất bản năm 1651, trong đó tại trang 724 tác giả diễn giải như sau: "táo, blái táo: maçãa de nafega; ziziphum, i.".

## Phân loại
Trong một thời gian dài các loài của chi Sarcomphalus P.Browne, 1756 ở vùng nhiệt đới và cận nhiệt đới châu Mỹ được gộp trong chi Ziziphus. Năm 2016 người ta phục hồi và tách chúng ra khỏi Ziziphus.

## Các loài
Danh sách 69 loài lấy theo Plants of the World Online:
- Ziziphus abyssinica Hochst. ex A.Rich., 1847: Châu Phi nhiệt đới.
- Ziziphus acuminata Benth., 1844: Tây nam Mexico.
- Ziziphus affinis Hemsl., 1886: Malaysia bán đảo, Borneo.
- Ziziphus andamanica Bhandari & Bhansali, 1990: Assam, quần đảo Andaman và Nicobar.
- Ziziphus angustifolia (Miq.) Hatus. ex Steenis, 1960 (đồng nghĩa: Ziziphus forbesii): Lào, Malaysia bán đảo, quần đảo Sunda Nhỏ, New Guinea, Philippines, quần đảo Solomon, Thái Lan.
- Ziziphus apetala Hook.f., 1875: Trung Himalaya, đông bắc Ấn Độ.
- Ziziphus attopensis Pierre ex Weberbauer, 1895: Campuchia, Lào, Thái Lan, Trung Quốc (Quảng Tây, Vân Nam), Việt Nam.
- Ziziphus borneensis Merr., 1929: Borneo.
- Ziziphus brunoniana C.B.Clarke ex Brandis, 1906: Quần đảo Andaman, Assam, Bangladesh, Campuchia, Lào, Myanmar, Thái Lan.
- Ziziphus budhensis Bhattarai & M.L.Pathak, 2015: Nepal.
- Ziziphus calophylla Wall., 1824 (đồng nghĩa: Ziziphus ornata): Từ miền nam Đông Dương tới Tây Malesia; bao gồm Borneo, Campuchia, Lào, Malaysia bán đảo, Sumatra, Thái Lan, Việt Nam.
- Ziziphus cambodiana Pierre, 1894 - Táo Capuchia, táo Cambốt: Đông Dương.
- Ziziphus colombiana Suess. & Overkott, 1941: Colombia.
- Ziziphus cotinifolia Reissek, 1861: Brasil.
- Ziziphus crebrivenosa C.B.Rob., 1908 (đồng nghĩa: Ziziphus lenticellata): Borneo, Philippines (Samar, Mindanao), Sulawesi.
- Ziziphus cumingiana Merr., 1906: Borneo (Sabah), Philippines.
- Ziziphus cupularis Suess. & Overkott, 1941: Borneo.
- Ziziphus djamuensis Lauterb., 1922: New Guinea.
- Ziziphus elegans Wall., 1824: Malaysia bán đảo.
- Ziziphus fungii Merr., Chun & F.C.How, 1958: Miền nam Vân Nam, Hải Nam.
- Ziziphus funiculosa Buch.-Ham. ex M.A.Lawson, 1875 - Táo Lào: Từ Nepal, bắc Ấn Độ tới Đông Dương, Philippines.
- Ziziphus glabrata B.Heyne ex Wight & Arn., 1833: Bán đảo Ả Rập, tiểu lục địa Ấn Độ, quần đảo Nicobar.
- Ziziphus globularis Wall., 1831: Myanmar.
- Ziziphus guaranitica Malme, 1901: Brasil, Paraguay.
- Ziziphus hajarensis Duling, Ghaz. & Prend., 1998: Oman.
- Ziziphus hamur Engl., 1910: Đông và nam Ethiopia, đông bắc Kenya, Somalia.
- Ziziphus havilandii Ridl., 1931: Borneo.
- Ziziphus hoaensis Pierre, 1894 - Táo Biên Hòa: Miền nam Việt Nam.
- Ziziphus horrida Roth, 1821: Ấn Độ.
- Ziziphus horsfieldii Miq., 1856 (đồng nghĩa: Ziziphus palawanensis): Quần đảo Andaman và Nicobar, Malaysia bán đảo, Palawan (Philippines).
- Ziziphus hutchinsonii Merr., 1909: Philippines.
- Ziziphus incurva Roxb., 1824 - Táo cong: Từ Nepal tới Hoa Nam và miền bắc Đông Dương; bao gồm Assam, Bangladesh, Đông Himalaya, Lào, Myanmar, Nepal, Thái Lan, Trung Quốc (trung nam, đông nam, Tây Tạng), Việt Nam.
- Ziziphus javanensis Blume, 1823: Tây Sumatra tới Tây Java.
- Ziziphus jujuba Mill., 1797 - Táo tàu: Miền bắc và miền đông Trung Quốc, bán đảo Triều Tiên. Du nhập vào khu vực từ Trung Á qua Trung Đông tới Nam Âu và Bắc Phi, Ấn Độ, Nhật Bản, miền nam Hoa Kỳ, Trung Mỹ, Caribe, miền bắc Nam Mỹ.
- Ziziphus kunstleri King, 1896: Miền nam Thái Lan, Malaysia bán đảo.
- Ziziphus laui Merr., 1935 - Táo Lau, táo Lâu: Trung Quốc (Hải Nam), Việt Nam.
- Ziziphus leucodermis (Baker) O.Schwartz, 1939: Tây nam Oman, nam Yemen.
- Ziziphus linnaei M.A.Lawson, 1875: Sri Lanka.
- Ziziphus lotus (L.) Lam., 1789 không Blanco, 1845: Ven Địa Trung Hải, từ Nam Âu, Bắc Phi tới Trung Đông.
- Ziziphus mairei Dode, 1909: Trung Quốc (Vân Nam).
- Ziziphus mauritiana Lam., 1789 - Táo ta: Từ tây bắc tới đông trung Châu Phi, từ Iran tới miền đông Trung Quốc, Đông Dương. Du nhập vào miền bắc Nam Mỹ, Caribe, miền nam Hoa Kỳ, Trung Mỹ, đông nam châu Phi, Đài Loan.
- Ziziphus melastomoides Pittier, 1925 không A.Cunn. ex Steud., 1841: Venezuela.
- Ziziphus montana W.W.Sm., 1917: Từ miền đông Tây Tạng tới tây Tứ Xuyên, đông bắc Vân Nam.
- Ziziphus mucronata Willd., 1809: Châu Phi (gồm cả Madagascar), bán đảo Ả Rập.
- Ziziphus nummularia (Burm.f.) Wight & Arn., 1833: Từ miền đông Địa Trung Hải tới tiểu lục địa Ấn Độ.
- Ziziphus oenopolia (L.) Mill., 1768 (đồng nghĩa: Ziziphus oligantha) - Táo rừng: Từ tiểu lục địa Ấn Độ, Hoa Nam qua Đông Dương tới New Guinea và miền bắc Australia.
- Ziziphus otanesii Merr., 1915: Philippines (Luzon).
- Ziziphus oxyphylla Edgew., 1846: Từ miền đông Afghanistan tới miền tây Nepal.
- Ziziphus papuana Lauterb., 1922: New Guinea.
- Ziziphus pernettyoides Ridl., 1922: Malaysia bán đảo.
- Ziziphus poilanei Tardieu, 1946 - Táo Poilane: Việt Nam.
- Ziziphus pubescens Oliv., 1887: Miền đông châu Phi, từ Ethiopia tới Mozambique, về phía tây tới Angola, Cộng hòa Dân chủ Congo và Cameroon. Phân tích của Wang et al. (2021)[7] cho rằng loài này không thuộc về Ziziphus mà có quan hệ họ hàng gần với Bathiorhamnus.
- Ziziphus pubinervis Rehder, 1937: Trung Quốc (Tứ Xuyên, tây Quảng Tây).
- Ziziphus quadrilocularis F.Muell., 1862: Tây và tây bắc Australia.
- Ziziphus ridleyana Rasingam & Karthig., 2020: Tây nam Sarawak.
- Ziziphus rivularis Codd, 1958: Đông nam châu Phi, từ miền nam Mozambique tới Nam Phi.
- Ziziphus robertsoniana Beentje, 1996: Kenya.
- Ziziphus rubiginosa D.G.Long & Rae, 1990: Từ Đông Himalaya tới Myanmar.
- Ziziphus rugosa Lam., 1789 - Táo nhám: Từ Pakistan về phía đông tới tây nam Trung Quốc, Đông Dương.
- Ziziphus spina-christi (L.) Willd., 1798: Từ miền tây Bắc Phi và tây Trung Phi tới Pakistan.
- Ziziphus subquinquenervia Miq., 1861: Sumatra.
- Ziziphus suluensis Merr., 1926: Philippines (Tawitawi).
- Ziziphus talanae (Blanco) Merr., 1918: Philippines.
- Ziziphus timoriensis DC., 1825: Quần đảo Sunda Nhỏ, Marquesas, Queensland, quần đảo Society, Timor.
- Ziziphus trinervis (Cav.) Poir., 1813 không Roth, 1821: Philippines.
- Ziziphus truncata Blatt. & Hallb., 1918: Tây bắc Ấn Độ.
- Ziziphus williamii Bhandari & Bhansali, 1990: Ấn Độ (Gujarat, Maharashtra).
- Ziziphus xiangchengensis Y.L.Chen & P.K.Chou, 1979: Trung Quốc (Tứ Xuyên).
- Ziziphus xylopyrus (Retz.) Willd., 1798 không Hochst. ex A.Rich., 1847: Tiểu lục địa Ấn Độ.
- Ziziphus zeyheriana Sond., 1860: Miền nam châu Phi; bao gồm Angola, Botswana, Nam Phi (tỉnh Free State, các tỉnh miền bắc), Zimbabwe.

### Chuyển đi
- Ziziphus elmeri Merr., 1929 = Colubrina beccariana Warb., 1891: Malaysia bánđảo (Perak), Borneo.

## Sử dụng và thần thoại
Trong y học cổ truyền Trung Quốc, hột quả táo chua (Ziziphus jujuba spinosa) được coi là có vị chua (toan) và ngọt (cam) cũng như trung hòa trong phản ứng (tính bình, không độc). Nó có tác dụng đối với tim, gan, mật, lá lách. Sử dụng trong điều trị các chứng cáu kỉnh, mất ngủ và hạ huyết áp.
Cây cho quả ăn được mà trong thần thoại Hy Lạp gọi là quả hưởng lạc thông thường được coi là Z. lotus, mặc dù chà là cũng có khả năng là một ứng cử viên. Tên gọi trong ngôn ngữ của người Ấn Độ cho Ziziphus là Ber.

## Hình ảnh

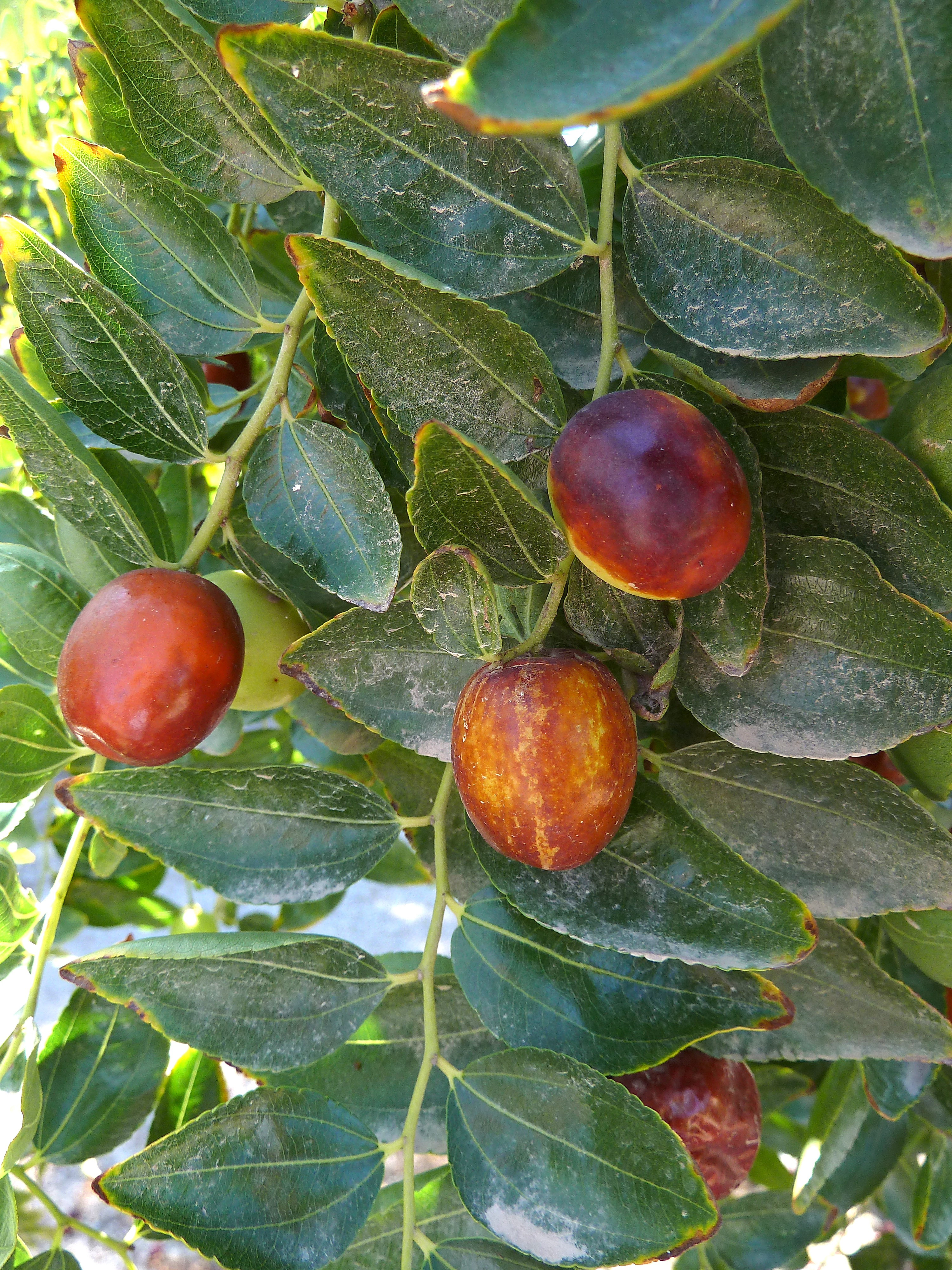
Z. jujuba
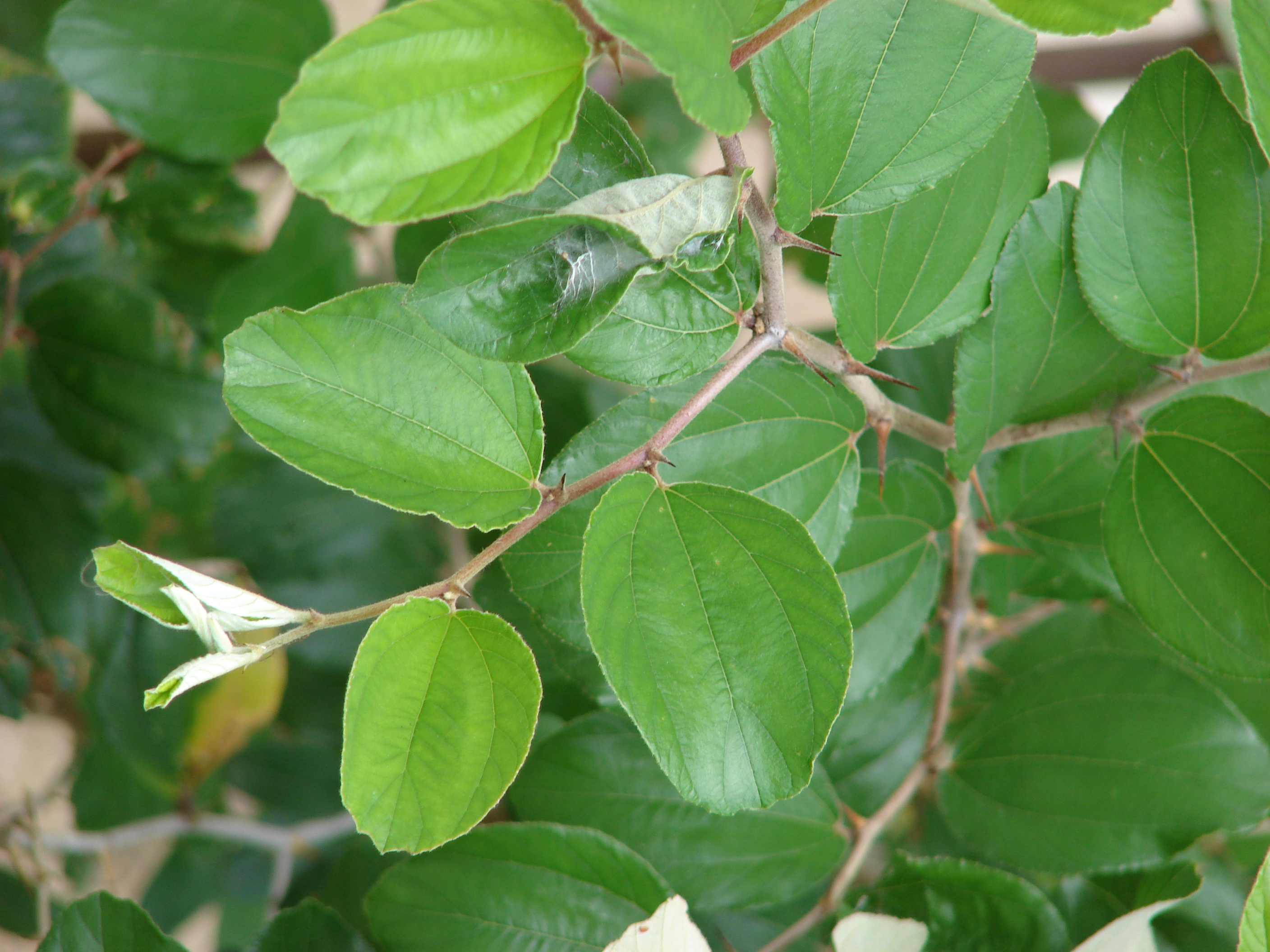
Z. mauritiana
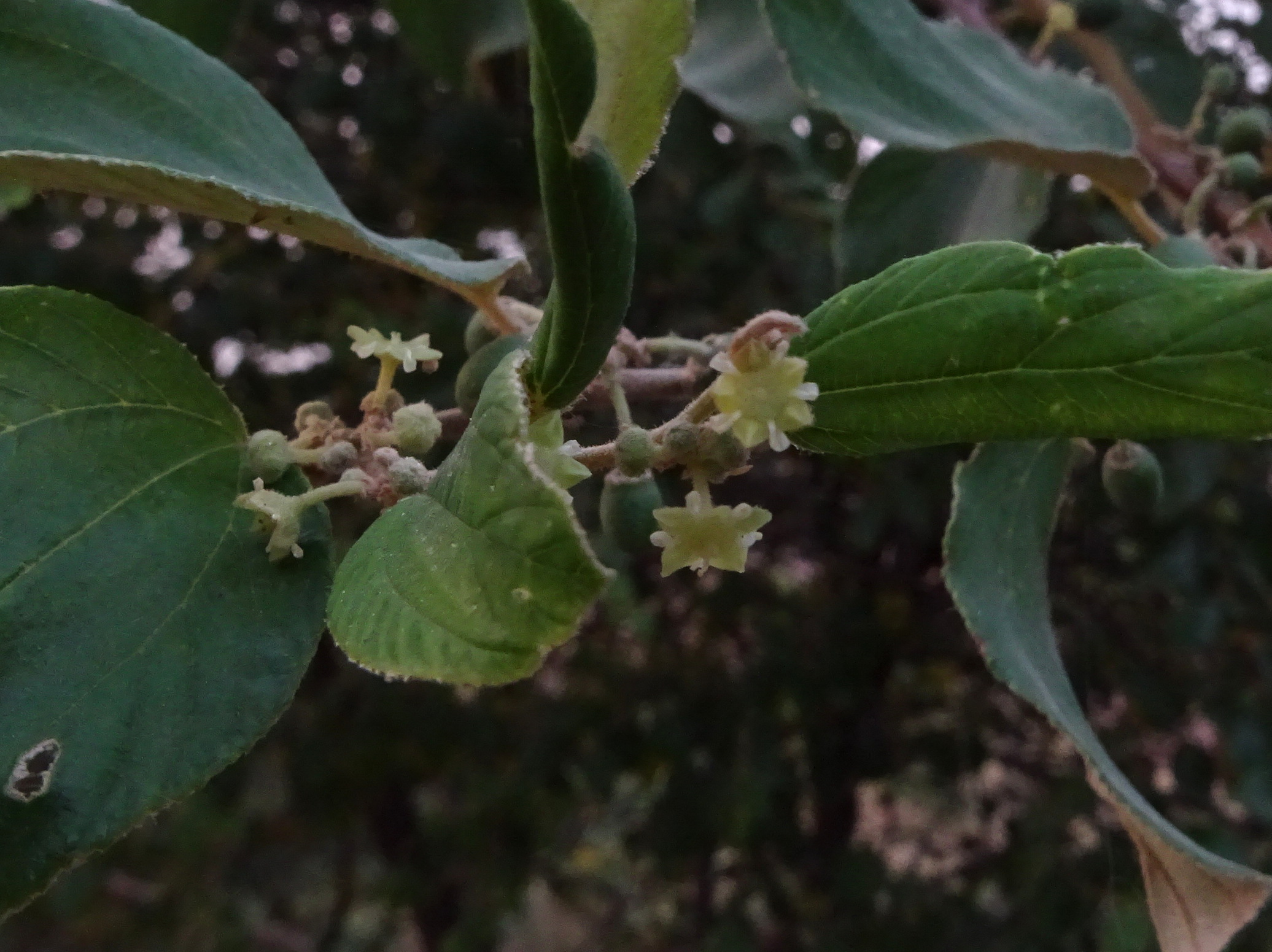
Z. nummularia
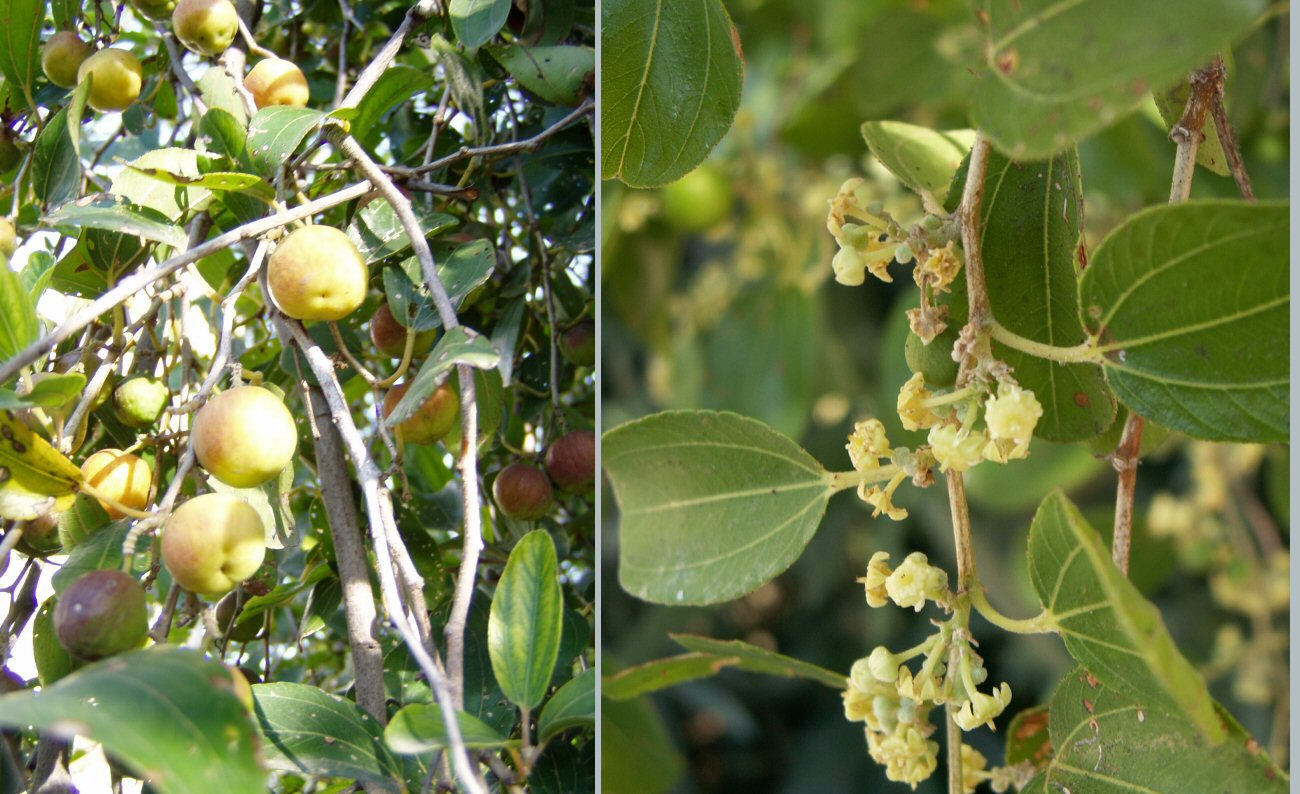
Z. spina-christi
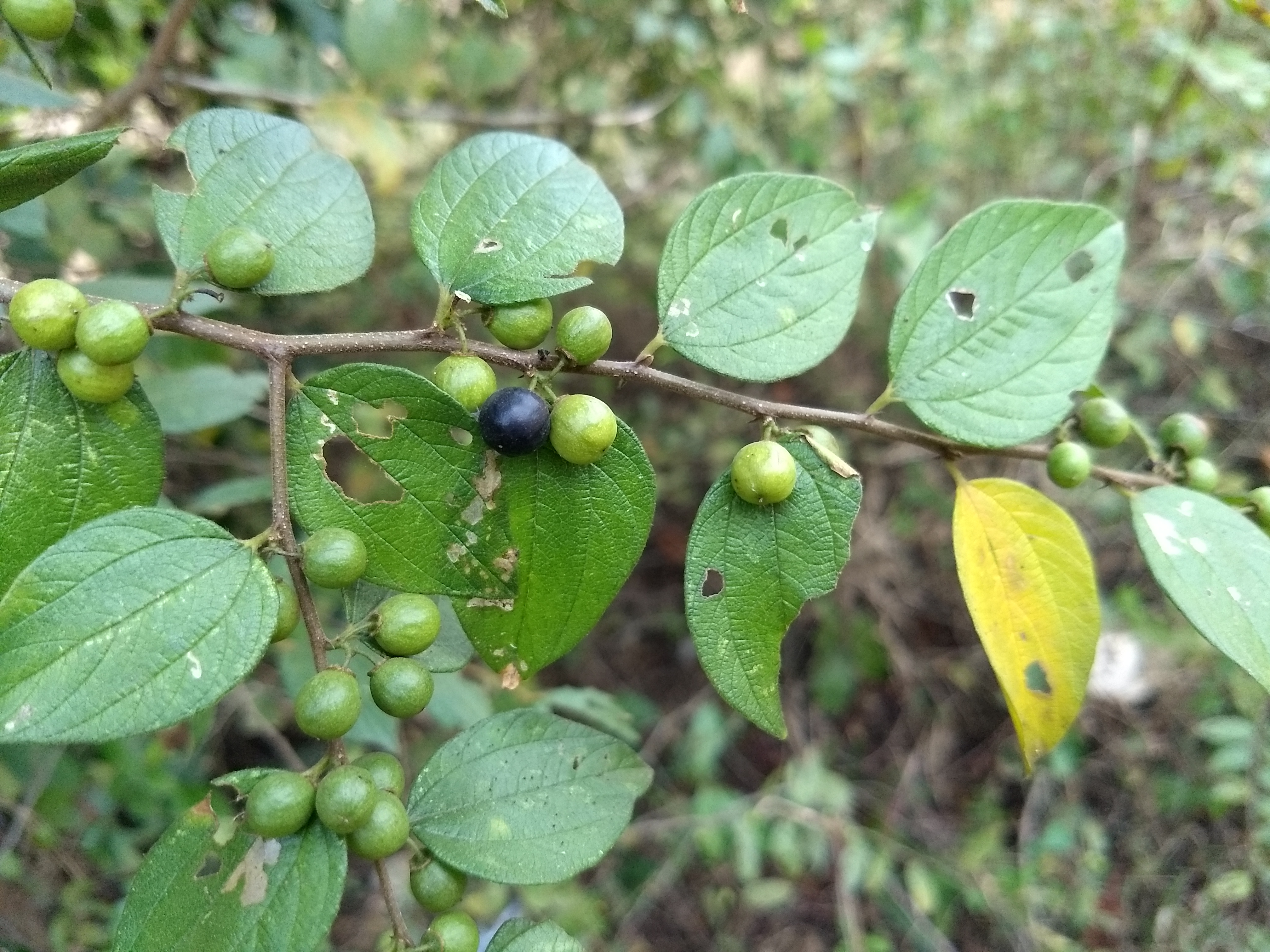
Z. oenoplia
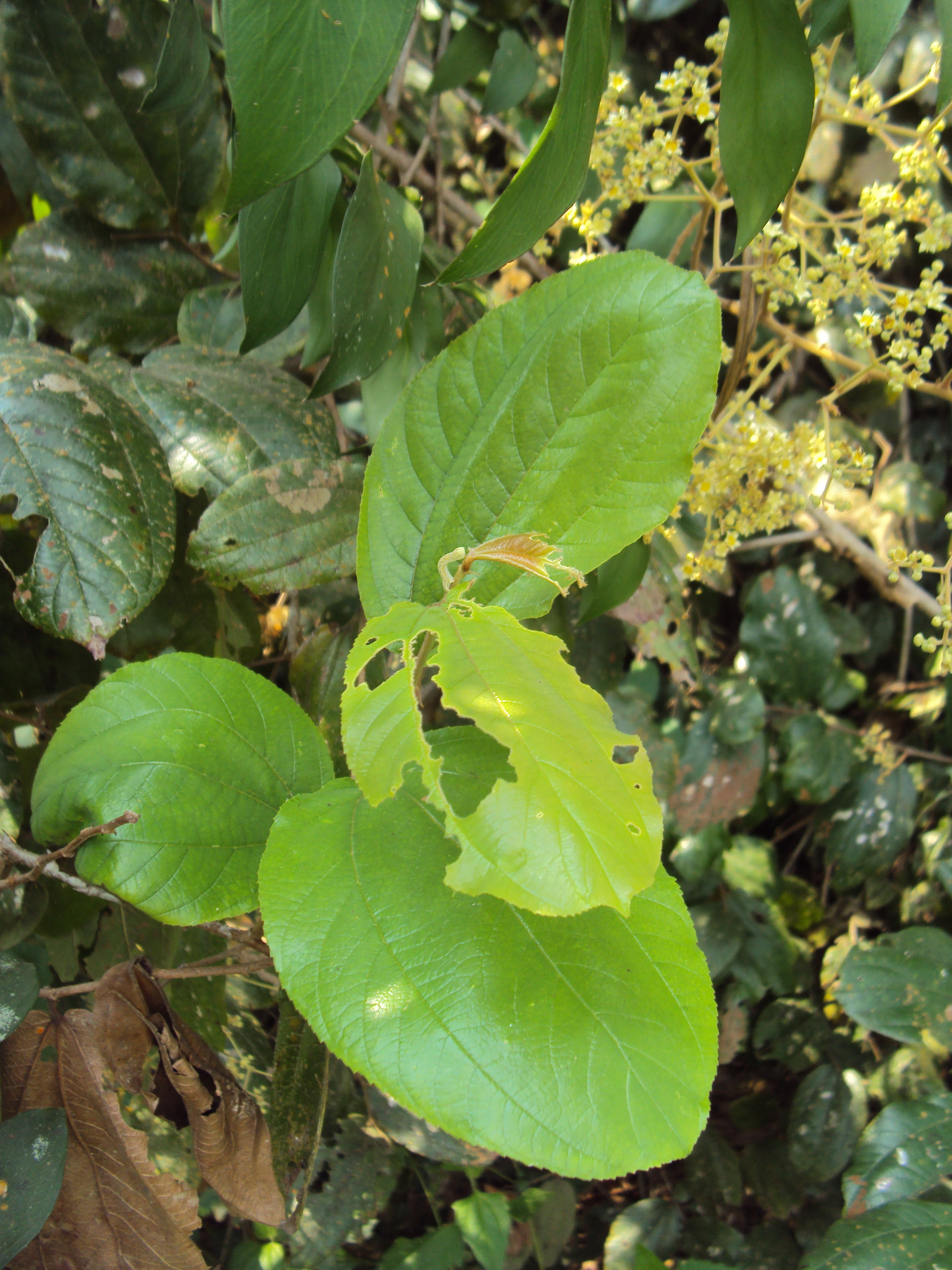
Z. rugosa
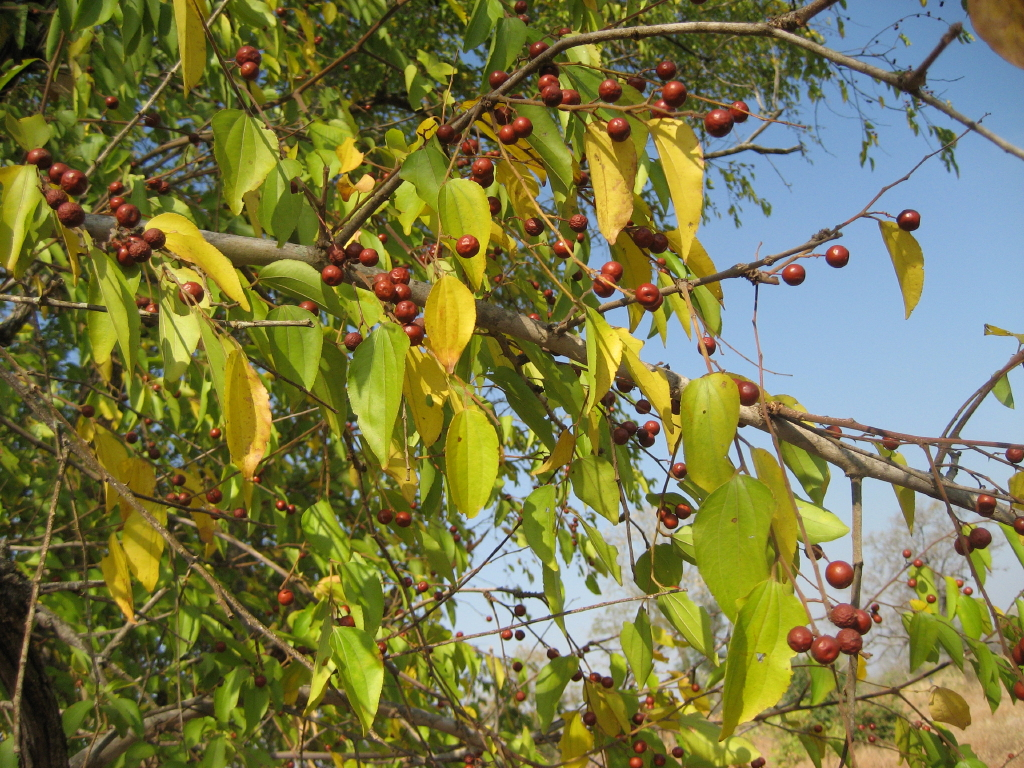
Z. pubescens
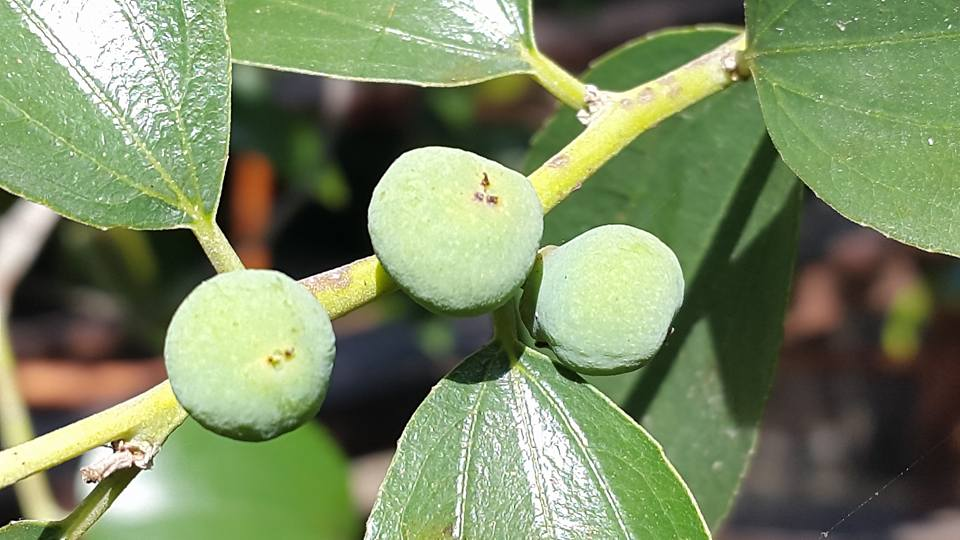
Z. rivularis
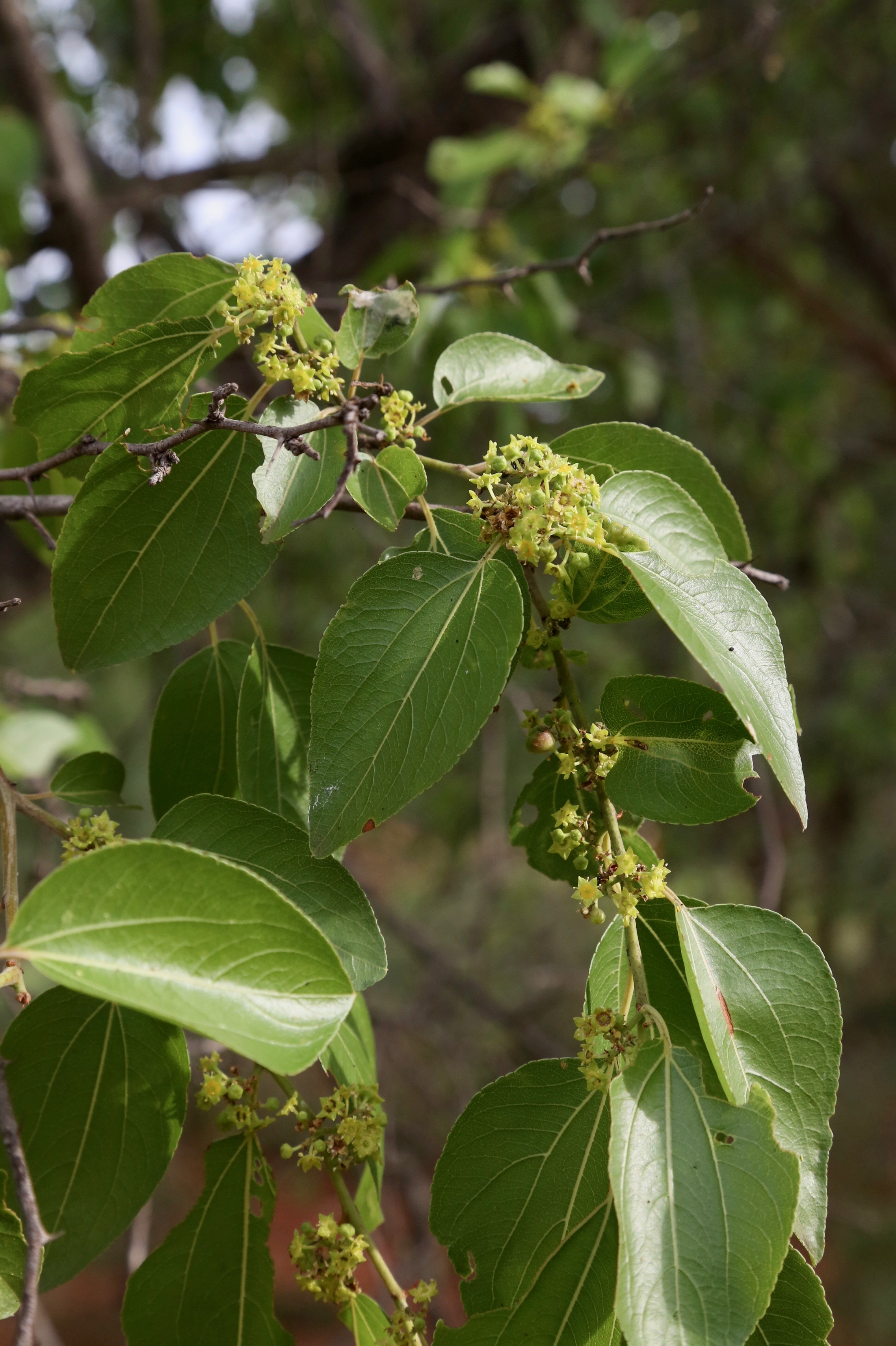
Z. mucronata